# Phalaenopsis cornu-cervi
Espèce
Phalaenopsis cornu-cervi est une espèce d'orchidées du genre Phalaenopsis.